# 河内桜雪
河内 桜雪（かわうち さゆき、2002年12月31日 - ）は、群馬県出身の女子競輪選手。日本競輪選手会群馬支部所属、ホームバンクは前橋競輪場。日本競輪選手養成所第122期生。師匠は瀧野勝太（92期）。

## 経歴
きょうだいはいない。保育士であった母親の職場の近くに新体操の教室があったため、小学校2年から新体操を習っていた。新体操に強い私立中学校を受験するつもりでいたが、小学6年生であった2014年に地元・前橋競輪場で行われた第57回オールスター競輪を父親と生観戦し、その時競輪の魅力に取りつかれる。父親はかつて競輪選手を目指していたことがあり、また親戚には競輪選手であった荒井春樹（99期・引退）もいたこともあって周囲は協力的で、この時競輪選手になることを決意。中学は地元の公立に進学したが、高校は自転車競技の強豪校である群馬県立前橋工業高等学校に進学し、自転車競技部に所属。在学中は2019年全国高等学校選抜自転車競技大会500mタイムトライアル4位、2020年インターハイの代替大会となった2020JCSPAジュニアサイクルスポーツ大会全国大会ケイリン6位の成績を残す。
2021年1月14日、日本競輪選手養成所第122回技能試験に合格。在所競走成績は3位（11勝）。
2022年4月30日、松戸競輪場でデビューし4着。初勝利は同年7月9日の前橋競輪場で挙げた。
メディアへは積極的に出演しており、特に「ジャンクSPORTS」ではガールズケイリン選手代表として多く出演している。
2025年のGI・第1回女子オールスター競輪ではファン投票8位であったが繰り上がって選考順位7位となり、初日はシードレースである「ガールズドリームレース」に出走することとなった。